# Aoi Itóová
 Aoi Itóová (japonsky 伊藤 あおい, Itó Aoi, * 21. května 2004 Aiči) je japonská profesionální tenistka. V sérii WTA 125 vybojovala jednu singlovou trofej. V rámci okruhu ITF získala čtyři tituly ve dvouhře a devět ve čtyřhře. Praktikuje neortodoxní herní styl forhendových slajsů v kombinaci s kraťasy a nečekanou volbou úderů, na způsob Sieové či Niculescuové.
Na žebříčku WTA byla ve dvouhře nejvýše klasifikována v srpnu 2025 na 94. místě a ve čtyřhře v září 2024 na 180. místě.

## Tenisová kariéra
Na okruhu WTA Tour debutovala jako 20letá říjnovým Japan Open Tennis Championships 2024 v Ósace, kde prošla kvalifikací přes Bektasovou a Hartonovou. Z pozice 188. hráčky žebříčku pak ve dvouhře postoupila do semifinále. V úvodním kole otočila průběh s Američankou Sofií Keninovou, když ve třetí sadě prohrávala 2–5 na gamy. Poté vyřadila světovou padesátku Elisabettu Cocciarettovou, znamenající první výhru nad členkou z Top 50. Nezastavila ji ani šťastná poražená Eva Lysová. Ze souboje semifinálových debutantek okruhu však odešla poražena od sté padesáté hráčky žebříčku Kimberly Birrellové z Austrálie.
První titul v sérii WTA 125 získala na lednovém Canberra Tennis International 2025. V semifinále porazila nejvýše nasazenou obhájkyni   trofeje Nuriu Párrizasovou Díazovou z konce elitní světové stovky. V závěrečném klání zdolala Číňanku Wej S'-ťia. Zopakovala tím výhru ze vzájemného finále 100tisícové události ITF v Takasaki, hrané v listopadu 2024. V následném vydání žebříčku ze 6. ledna 2025 vystoupala o sedmnáct příček na kariérní maximum, 109. místo. V prvním kvartálu sezóny 2025 poprvé zasáhla do turnajů WTA 1000 na Qatar Open, Dubai Championships a Miami Open. Časné porážky postupně utržila od Jeleny Ostapenkové, Belindy Bencicové a Lauren Davisové. V hlavní grandslamové soutěži prožila premiéru ve Wimbledonu 2025. V úvodním kole však nenašla recept na osmdesátou tenistku světa Kamilu Rachimovovou, přestože získala první set. Odehrála tak vůbec první zápas na trávě.
Ziskem dvou gamů vstoupila do červencového Livesport Prague Open 2025, kde jí stopku vystavila 18letá Tereza Valentová. První výhry v kategorii WTA 1000 se dočkala na montréalském National Bank Open 2025, když v zahajovacím zápase vyřadila Katie Volynetsovou. Ve druhém kole přidala první vítězství nad hráčkou z elitní světové desítky, devátou v pořadí Jasmine Paoliniovou. Po ztrátě úvodní sady prohrávala ve druhé již 1–4 na gamy. Během obratu odvrátila Italce mečbol. Do osmifinále ji však nepustila Jéssica Bouzasová Maneirová. Po výhře v úvodní sadě prohospodařila vedení gamů 4–2 ve druhé, když v jejím závěru získala jen šest z posledních osmnácti míčů.

## Finále série WTA 125

### Dvouhra: 1 (1–0)
| Legenda       |
| ------------- |
| WTA 125 (1–0) |

| Stav    | č. | datum      | turnaj              | povrch | soupeřka ve finále | výsledek |
| ------- | -- | ---------- | ------------------- | ------ | ------------------ | -------- |
| Vítězka | 1. | leden 2025 | Canberra, Austrálie | tvrdý  | Wej S'-ťia         | 6–4, 6–3 |

## Tituly na okruhu ITF
| Kategorie okruhu ITF | Kategorie okruhu ITF |
| -------------------- | -------------------- |
| Turnaje W100         | Turnaje W80          |
| Turnaje W75/W60      | Turnaje W50/W40      |
| Turnaje W35/W25      | Turnaje W15/W10      |

### Dvouhra (4 tituly)
| Č. | datum         | turnaj             | kategorie | povrch  | poražená finalistka | výsledek |
| -- | ------------- | ------------------ | --------- | ------- | ------------------- | -------- |
| 1. | červen 2023   | Kašiwa, Japonsko   | W15       | tvrdý   | Kisa Jošioková      | 6–4, 6–1 |
| 2. | červen 2024   | Kawaguči, Japonsko | W15       | tvrdý   | Mao Mušiková        | 6–1, 6–4 |
| 3. | září 2024     | Nanao, Japonsko    | W50       | koberec | Ajano Šimizuová     | 6–2, 6–1 |
| 4. | listopad 2024 | Takasaki, Japonsko | W100      | tvrdý   | Wej S'-ťia          | 7–5, 6–4 |

### Čtyřhra (9 titulů)
| Č. | datum         | turnaj               | kategorie | povrch  | spoluhráčka      | poražené finalistky                  | výsledek            |
| -- | ------------- | -------------------- | --------- | ------- | ---------------- | ------------------------------------ | ------------------- |
| 1. | červenec 2022 | Caloundra, Austrálie | W15       | tvrdý   | Nanari Kacumiová | Monique Barryová Stefani Webbová     | 6–2, 6–2            |
| 2. | říjen 2022    | Hamamacu, Japonsko   | W25       | koberec | Haruna Arakawová | Erina Hajašiová Kanako Morisakiová   | 6–1, 7–6(6)         |
| 3. | duben 2023    | Ósaka, Japonsko      | W15       | tvrdý   | Mio Mušiková     | Čchö Či-hui I Ja-süan                | 6–4, 6–7(5), [10–6] |
| 4. | červen 2023   | Kawaguči, Japonsko   | W15       | tvrdý   | Miju Nakašimová  | Ajumi Mijamotová Lisa-Marie Riouxová | 6–4, 6–4            |
| 5. | červenec 2023 | Hongkong, Čína       | W25       | tvrdý   | Erika Semaová    | Momoko Koboriová Ajano Šimizuová     | 5–7, 6–3, [10–4]    |
| 6. | září 2023     | Kjóto, Japonsko      | W25       | tvrdý   | Cchao Ťia-i      | Hiromi Abeová Anri Nagatová          | 6–2, 6–1            |
| 7. | říjen 2023    | Nanao, Japonsko      | W40       | koberec | Erika Semaová    | Miho Kuramočiová Kanako Morisakiová  | 6–2, 7–5            |
| 8. | září 2024     | Nanao, Japonsko      | W50       | koberec | Naho Satóová     | Momoko Koboriová Ajano Šimizuová     | 6–1, 6–3            |
| 9. | červen 2025   | Záhřeb, Chorvatsko   | W75       | antuka  | Feng Šuo         | Arina Bulatovová Martha Matoulová    | 7–5, 6–3            |